# Созінови
Со́зінови (рос. Созиновы) — присілок у складі Шабалінського району Кіровської області, Росія. Входить до складу Ленінського міського поселення.
Населення становить 91 особа (2010, 125 у 2002).
Національний склад станом на 2002 рік — росіяни 89 %.

## Відомі люди
- Баранов Борис Олександрович — український інженер-енергетик, ліквідатор наслідків аварії на ЧАЕС, Герой України.